# Výborná
Výborná (in ungherese Sörkút, in tedesco Bierbrunn) è un comune della Slovacchia facente parte del distretto di Kežmarok, nella regione di Prešov.